# Alexis Melo
Alexis Melo (Buenos Aires, Argentina; 8 de enero de 2002) es un futbolista argentino. Juega como mediocampista y su equipo actual es Vinotinto Ecuador de la Serie A de Ecuador.

## Trayectoria

### All Boys
Debutó el 8 de octubre de 2022 frente a Estudiantes de Buenos Aires por la fecha 37 del Torneo 2022 de la Primera Nacional, con Aníbal Biggeri como Entrenador. Firmó su primer contrato profesional el 21 de diciembre de 2022 con la entidad de Floresta. Marcó su primer gol en el triunfo de All Boys sobre Almirante Brown por la fecha 35 del Torneo 2023 de la Primera Nacional.

## Clubes
Actualizado al 18 de agosto de 2025.
| All Boys Argentina                      | 2.ª                 | 2022                | 1  | 0 | - | - | - | - | 1  | 0 |
| All Boys Argentina                      | 2.ª                 | 2023                | 22 | 1 | 2 | 0 | - | - | 24 | 1 |
| All Boys Argentina                      | 2.ª                 | 2024                | 36 | 1 | - | - | - | - | 36 | 1 |
| All Boys Argentina                      | 2.ª                 | 2025                | 12 | 0 | 1 | 0 | - | - | 13 | 0 |
| All Boys Argentina                      | Total               | Total               | 71 | 2 | 3 | 0 | - | - | 74 | 2 |
| Vinotinto Ecuador · Ecuador             | 1.ª                 | 2025                | 7  | 0 | - | - | - | - | 7  | 0 |
| Vinotinto Ecuador · Ecuador             | Total               | Total               | 7  | 0 | - | - | - | - | 7  | 0 |
| Total en su carrera                     | Total en su carrera | Total en su carrera | 78 | 2 | 3 | 0 | - | - | 81 | 2 |
| (1) Incluye datos de la Copa Argentina. |                     |                     |    |   |   |   |   |   |    |   |

Fuente: int.soccerway.com